# Coble

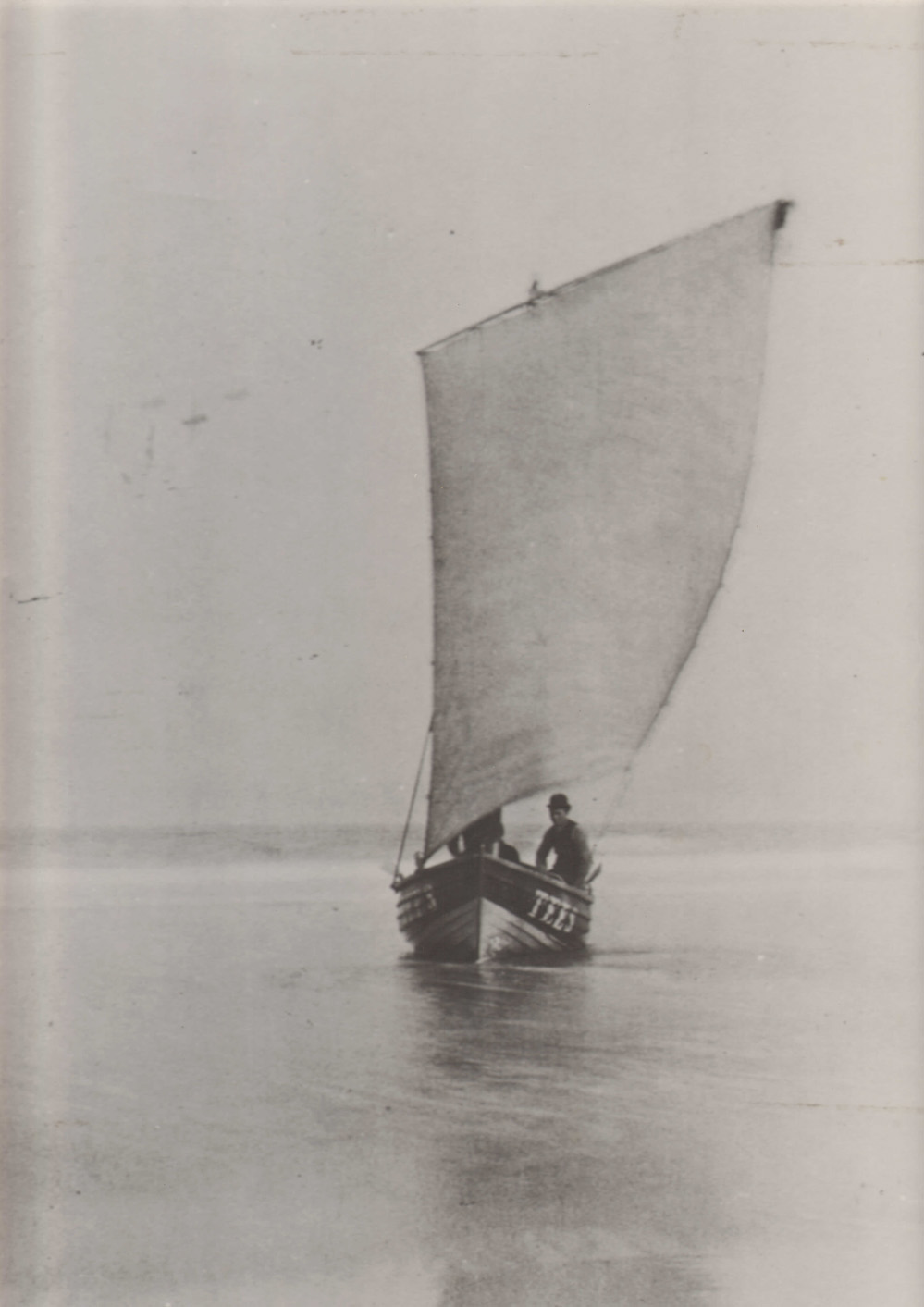
Un coble traditionnel sous voile.

Le coble est un type de bateau de pêche traditionnel ouvert à bordage à clin qui s'est développé sur la côte nord-est de l'Angleterre répandue de Hull à Burnmouth, juste de l'autre côté de la frontière écossaise (bien que mentionné à Yarmouth en 1829). Traditionnellement munies d'une voile à corne sur un mât, les cobles ont été presque tous équipés de moteurs diesels et d'un cabine proche de la proue.

## Description

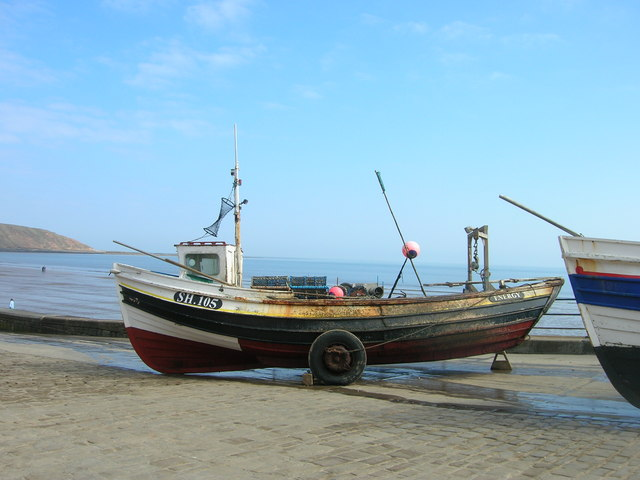
Coble sur quai.

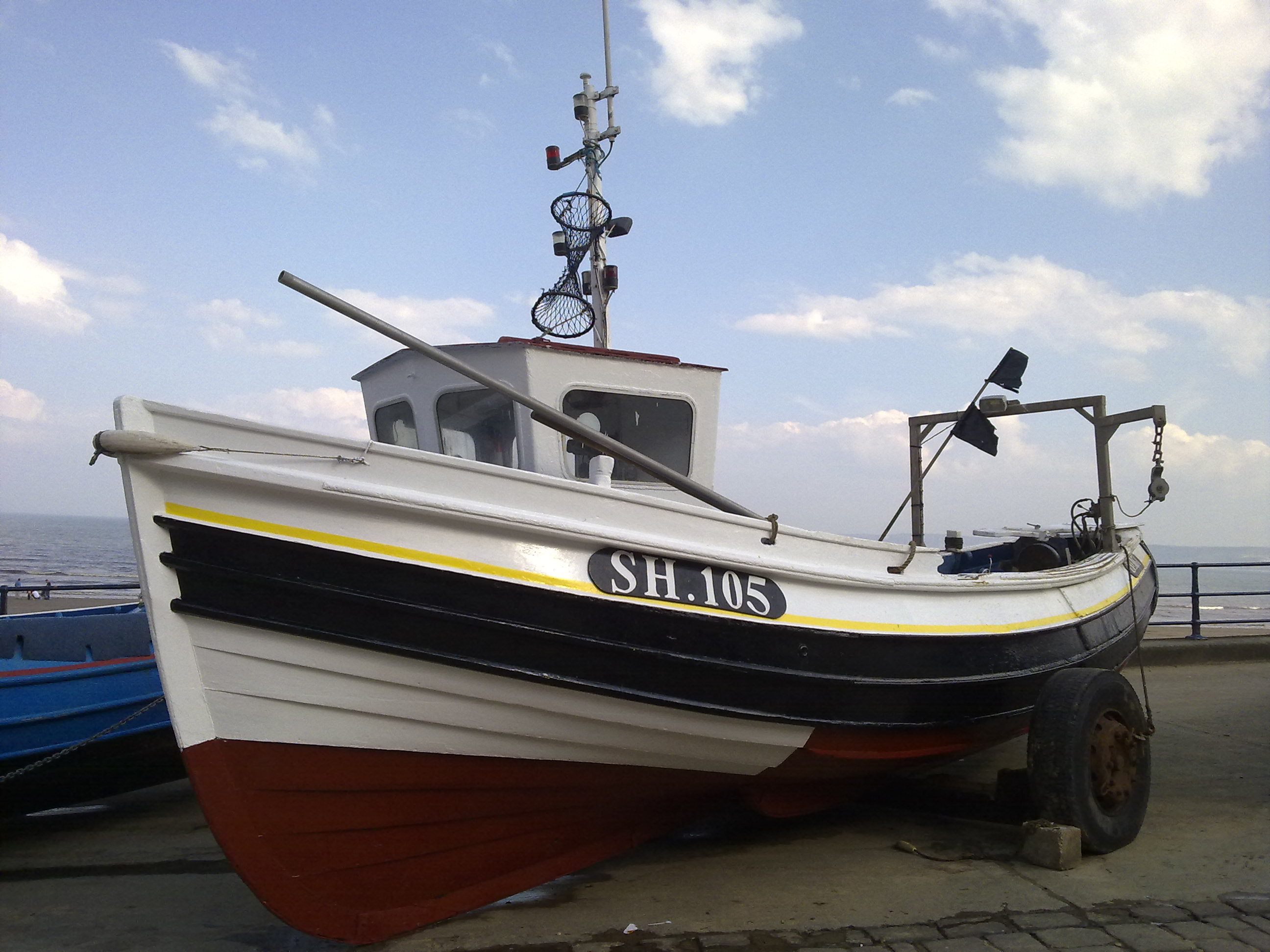
Coble sur Filey Coble Landing.

La forme distinctive du bateau, à fond plat et à haute proue, a été conçue pour faire face aux conditions particulières prévalant dans cette région. Les fonds plats permettent de décoller et d’atterrir sur des plages de sable ; un avantage dans cette partie de la côte où les larges baies et criques offraient peu d’abri contre les intempéries. Cependant, les pêcheurs avaient besoin d'une grande proue pour naviguer en mer du Nord et en particulier pour se lancer dans les vagues et atterrir sur les plages. Le dessin contient des reliques d’influence nordique, bien qu’il montre principalement l’origine néerlandaise.      
Une version écossaise du coble, beaucoup moins profonde que le type anglais, sert à la pêche au saumon sur les plages proches d’Arbroath et de Montrose à Angus. Ces cobles ont une construction moins raffinée que leurs homologues du sud.
La construction de coble se réalise sans plans. Ils avaient la réputation d'être dangereux à naviguer pour un équipage inexpérimenté, mais entre les mains d'experts, ils pouvaient se déplacer rapidement et en toute sécurité.

## Mentions
Le village côtier de Newbiggin-by-the-Sea, dans le Northumberland, abrite un pub appelé "The Coble", nommé en hommage à ces bateaux.
Un parc, Coble Dene, situé à proximité de North Shields, porte également le nom du navire.

## Le coble écossais
La version écossaise est un bateau à fond plat et à rames, utilisé principalement pour la pêche au saumon en rivière ou en lac, ou la pêche au filet près de la côte.